# Gortyna lunata
Gortyna lunata là một loài bướm đêm trong họ Noctuidae.